# Johann Jakob Herzog
Johann Jakob Herzog,  född den 12 september 1805 i Basel, död den 30 september 1882 i Erlangen, var en schweizisk-tysk reformert teolog. 
Herzog, som var professor i Lausanne från 1835, i Halle från 1847 och i Erlangen 1854–1877, är bekant företrädesvis genom den av honom utgivna Realenzyklopädie für protestantische Theologie und Kirche (21 band, 1853–1866; ny upplaga utgiven av Herzog, G.L. Plitt och Albert Hauck i 18 band, 1877–1888; 3:e upplagan under redaktion av Hauck i 21 band, 1896–1908).